# Ball Chair

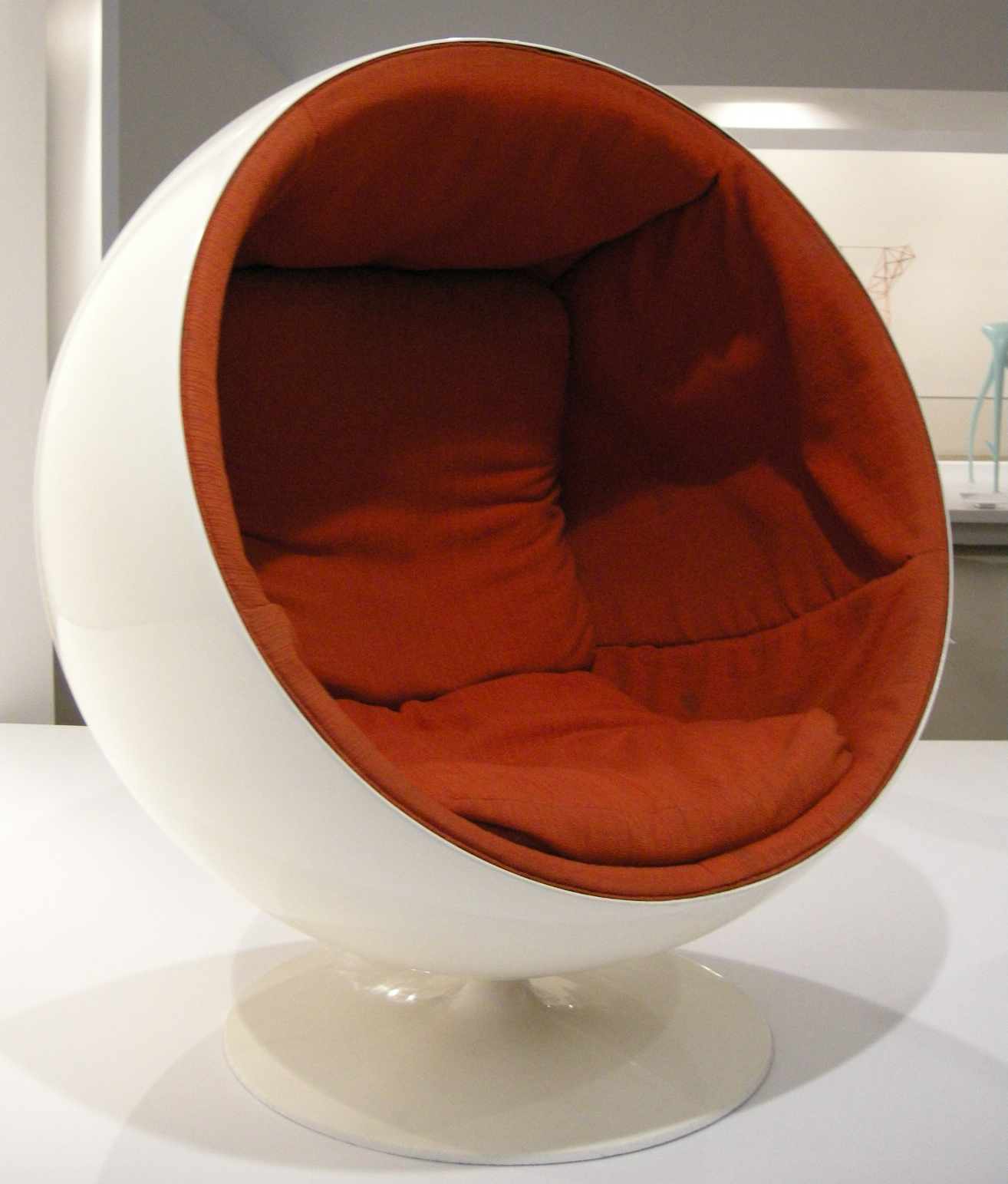
Un siège Ball Chair.

Le Ball Chair ou Globe Chair (en français appelé parfois « Chaise-Globe ») est un fauteuil conçu en 1963 par le designer finlandais Eero Aarnio,. Elle fit ses débuts au Salon de l’ameublement de Cologne en 1966 produite par l'usine d'ameublement scandinave Asko. Il est constitué d'une sphère en fibre de verre posée sur un pied rond. L'intérieur du fauteuil est en tissu.
Considéré comme un classique du design industriel, il a fait avancer l'usage du matériel plastique dans le design mobilier. Ce fauteuil est classé dans les genres moderniste et pop art, populaires dans les années 1960 qui voient apparaitre toutes sortes d'objets sphériques.
Une version géante est également apparue en 2019 pendant le salon de l’ameublement de Stockholm.
Il y a parfois confusion entre le Ball Chair et le Bubble Chair, lequel est suspendu.